# Challenge Cup (voleibol masculino)
La Challenge Cup es una competición europea de voleibol a nivel de clubes organizada por la CEV. Es la tercera en importancia tras la  Champions League y la  Copa CEV.

## Historia
La Challenge Cup es la más reciente entre las tres competiciones entre clubes organizadas anualmente por la CEV y es la tercera en importancia. La primera edición se disputó en la temporada 1980-81 bajo el nombre de Copa CEV y llegaron hasta el grupo final de cuatro dos equipos franceses (AS Cannes y el AS Grenobles) y dos italianos (Pallavolo Loreto y Pallavolo Parma). Se llevó la copa el conjunto del AS Cannes ganador de todos y tres lo partidos disputados, primer campeón de la historia de la competición y primer equipo de Francia en ganar una copa europea en absoluto.
La copa ha sido dominada por equipos italianos, triunfadores en dieciséis ediciones consecutivas entre el 1990-91 y el 2005-2006; en la temporada 2007-08 asume el nombre actual de Challenge Cup. A partir de la temporada 2011-12 el campeón no se decide en una Final Four con semifinales y final a partido único, sino con semifinales y final a partido de ida y vuelta.
El ganador de la Challenge Cup participó en las ediciones de 1996, 1997, 1999 y 2000 de la extinta  Supercopa de Europa junto al campeón y al subcampeón de la  Liga de Campeones y al campeón de la  Copa CEV. De hecho el PV Cuneo fue el único campeón de la Challenge Cup en ganar la Supercopa de Europa en 1996.

## Campeones por temporada
| Año           | Campeón               | Finalista              | Tercero                            |
| ------------- | --------------------- | ---------------------- | ---------------------------------- |
| Copa CEV      |                       |                        |                                    |
| 1980-81       | AS Cannes             | Pallavolo Loreto       | Pallavolo Parma                    |
| 1981-82       | Starlift Voorburg     | Toseroni Roma          | Guney Sanay Adana                  |
| 1982-83       | Pallavolo Modena      | Orion Doetinchem       | Grenoble UVC                       |
| 1983-84       | Pallavolo Modena      | Volley Gonzaga Milano  | VVC Vught                          |
| 1984-85       | Pallavolo Modena      | Partizan Belgrado      | Kruikenburg Ternat                 |
| 1985-86       | Pallavolo Falconara   | Bosnia Sarajevo        | Pallavolo Torino                   |
| 1986-87       | Volley Gonzaga Milano | Pallavolo Parma        | VKP Bratislava                     |
| 1987-88       | VKA Leningrado        | Pallavolo Padova       | Montpellier VUC                    |
| 1988-89       | VKA Leningrado        | Pallavolo Padova       | Debic Zonhoven                     |
| 1989-90       | Moerser SC            | Partizan Belgrado      | VKA Leningrado                     |
| 1990-91       | Sisley Treviso        | Radiotechnik Riga      | Pallavolo Padova                   |
| 1991-92       | Pallavolo Parma       | Pallavolo Padova       | Bayer Wuppertal                    |
| 1992-93       | Sisley Treviso        | Pallavolo Padova       | Dinamo Moscú                       |
| 1993-94       | Pallavolo Padova      | Samotlor Nižnevartovsk | VfB Friedrichshafen                |
| 1994-95       | Pallavolo Parma       | AC Orestiada           | Volley Gonzaga Milano              |
| 1995-96       | PV Cuneo              | Porto Ravenna Volley   | Aero Odolena Voda                  |
| 1996-97       | Porto Ravenna Volley  | Netas Istanbul         | Bayer Wuppertal                    |
| 1997-98       | Sisley Treviso        | Knack Roeselare        | Lube Macerata                      |
| 1998-99       | Palermo Volley        | Knack Roeselare        | SSC Berlín                         |
| 1999-00       | Roma Volley           | Pallavolo Modena       | ZAKSA Kędzierzyn-Koźle             |
| 2000-01       | Lube Macerata         | Pallavolo Modena       | Noliko Maaseik                     |
| 2001-02       | PV Cuneo              | Lokomotiv Bélgorod     | Volley Milano                      |
| 2002-03       | Sisley Treviso        | Lube Macerata          | Iskra Odintsovo                    |
| 2003-04       | Pallavolo Modena      | Volley Piacenza        | Lokomotiv Izumrud                  |
| 2004-05       | Lube Macerata         | Palma Volley           | TLM Volley-Ball                    |
| 2005-06       | Lube Macerata         | Iskra Odintsovo        | París Volley                       |
| 2006-07       | Fakel Novy Urengoj    | Volley Piacenza        | Halkbank Ankara                    |
| Challenge Cup |                       |                        |                                    |
| 2007-08       | Pallavolo Modena      | Lokomotiv Izumrud      | Stade Poitevin VB                  |
| 2008-09       | Arkas Esmirna         | Jastrzębski Węgiel     | Tomis Constanza                    |
| 2009-10       | Perugia Volley        | Mladost Zagreb         | SSC Berlín                         |
| 2010-11       | Lube Macerata         | Arkas Esmirna          | Final con partidos de ida y vuelta |
| 2011-12       | AZS Częstochowa       | AZS Warszawa           | Final con partidos de ida y vuelta |
| 2012-13       | Volley Piacenza       | VK Ural Ufa            | Final con partidos de ida y vuelta |
| 2013-14       | Fenerbahçe Estambul   | Top Volley Latina      | Final con partidos de ida y vuelta |
| 2014-15       | Vojvodina Novi Sad    | SL Benfica             | Final con partidos de ida y vuelta |
| 2015-16       | Blu Volley Verona     | Fakel Novy Urengoj     | Final con partidos de ida y vuelta |
| 2016-17       | Fakel Novy Urengoj    | Chaumont VB            | Final con partidos de ida y vuelta |
| 2017-18       | PRC Ravenna           | Olympiakos SF Pireo    | Final con partidos de ida y vuelta |
| 2018-19       | Belogori'e Bélgorod   | Vero Volley Monza      | Final con partidos de ida y vuelta |
| 2019-20       | Sin Campeón           | Sin Subcampeón         | Final con partidos de ida y vuelta |
| 2020-21       | Powervolley Milano    | Ziraat Ankara          | Final con partidos de ida y vuelta |
| 2021-22       | Narbonne Volley       | Halkbank Ankara        | Final con partidos de ida y vuelta |
| 2022-23       | Olympiakos SF Pireo   | Maccabi Tel Aviv       | Final con partidos de ida y vuelta |
| 2023-24       | Projekt Warsaw        | Volley Milano          | Final con partidos de ida y vuelta |
| 2024-25       | LKPS Lublin           | Cucine Lube Civitanova | Final con partidos de ida y vuelta |

### Títulos por club
Datos actualizados: final temporada 2024-25.
| Títulos | Club                  | Años campeón                                |
| 5       | Pallavolo Modena      | 1982-83, 1983-84, 1984-85, 2003-04, 2007-08 |
| 4       | Sisley Treviso        | 19990-91, 1992-93, 1997-98, 2002-03         |
| 4       | Lube Macerata         | 2000-01, 2004-05, 2005-06, 2010-11          |
| 2       | VKA Leningrado        | 1987-88, 1988-89                            |
| 2       | Pallavolo Parma       | 1991-92, 1994-95                            |
| 2       | PV Cuneo              | 1995-96, 2001-02                            |
| 2       | Fakel Novy Urengoj    | 2006-07, 2016-17                            |
| 1       | AS Cannes             | 1980-81                                     |
| 1       | Starlift Voorburg     | 1981-82                                     |
| 1       | Pallavolo Falconara   | 1985-86                                     |
| 1       | Volley Gonzaga Milano | 1986-87                                     |
| 1       | Moeser SC             | 1989-90                                     |
| 1       | Pallavolo Padova      | 1993-94                                     |
| 1       | Porto Ravenna Volley  | 1996-97                                     |
| 1       | Palermo Volley        | 1998-99                                     |
| 1       | Roma Volley           | 1999-00                                     |
| 1       | Arkas Esmirna         | 2008-09                                     |
| 1       | Perugia Volley        | 2009-10                                     |
| 1       | AZS Częstochowa       | 2011-12                                     |
| 1       | Volley Piacenza       | 2012-13                                     |
| 1       | Fenerbahçe Estambul   | 2013-14                                     |
| 1       | Vojvodina Novi Sad    | 2014-15                                     |
| 1       | Blu Volley Verona     | 2015-16                                     |
| 1       | PRC Ravenna           | 2017-18                                     |
| 1       | Belogori'e Bélgorod   | 2018-19                                     |
| 1       | Powervolley Milano    | 2020-21                                     |
| 1       | Narbonne Volley       | 2021-22                                     |
| 1       | Olympiakos SF Pireo   | 2022-23                                     |
| 1       | Projekt Warsaw        | 2023-24                                     |
| 1       | LKPS Lublin           | 2024-25                                     |

### Títulos por país
Datos actualizados: final temporada 2024-25.
| País                 | Títulos | Subtítulos | Clubes campeones |
| -------------------- | ------- | ---------- | --- |
| Italia               | 28      | 18         | Pallavolo Modena (5), Sisley Treviso (4), Lube Macerata (4), Pallavolo Parma (2), PV Cuneo (2), Pallavolo Falconara (1), Volley Gonzaga Milano (1), Pallavolo Padova (1), Porto Ravenna Volley (1), Palermo Volley (1), Roma Volley (1), Perugia Volley (1), Pallavolo Piacenza (1), Blu Volley Verona (1), PRC Ravenna (1), Powervolley Milano (1) |
| Rusia                | 5       | 7          | VKA Leningrado (2), Fakel Novy Urengoj (2) y Belogori'e Bélgorod (1) |
| Polonia              | 3       | 2          | AZS Częstochowa (1), Projekt Warsaw (1) y LKPS Lublin (1) |
| Turquía              | 2       | 4          | Arkas Esmirna (1) y Fenerbahçe Estambul (1) |
| Francia              | 2       | 1          | AS Cannes (1), Narbonne Volley (1) |
| Serbia               | 1       | 2          | Vojvodina Novi Sad |
| Grecia               | 1       | 2          | Olympiakos SF Pireo |
| Países Bajos         | 1       | 1          | Starlift Voorburg |
| Alemania             | 1       | -          | Moeser SC |
| Bélgica              | -       | 2          | ----- |
| Bosnia y Herzegovina | -       | 1          | ----- |
| Letonia              | -       | 1          | ----- |
| España               | -       | 1          | ----- |
| Croacia              | -       | 1          | ----- |
| Portugal             | -       | 1          | ----- |
| Israel               | -       | 1          | ----- |